# Joshua Eagle
Joshua Eagle, né le 10 mai 1973 à Toowoomba, est un ancien joueur de tennis professionnel australien.

## Résultats en Grand Chelem

### En double
| Année | Open d'Australie               | Open d'Australie           | Roland-Garros                | Roland-Garros               | Wimbledon | Wimbledon | US Open | US Open |
| ----- | ------------------------------ | -------------------------- | ---------------------------- | --------------------------- | --------- | --------- | ------- | ------- |
| 2000  | Quart de finale Andrew Florent | Ellis Ferreira Rick Leach  | 1/8 de finale Andrew Florent | Neville Godwin Michael Hill |           |           |         |         |
| 2003  | 1er tour Mahesh Bhupathi       | Tomáš Cibulec David Škoch  |                              |                             |           |           |         |         |
| 2004  | 1er tour Patrick Rafter        | Jeff Coetzee Chris Haggard |                              |                             |           |           |         |         |

Sous le résultat, la partenaire ; à droite, l'ultime équipe adverse.